# إيليزا غاردينر
إيليزا غاردينر (بالإنجليزية: Eliza Draper Gardiner)‏ هي رسامة أمريكية، ولدت في 1871، وتوفيت في 1955.